# Ahmed Naser Al-Raisi
Ahmed Naser Al-Raisi es un oficial militar emiratí. Desde el 2021, es presidente de la Organización Internacional de Policía Criminal (INTERPOL).

## Primeros años y educación
Según su página web, Al-Raisi se incorporó al cuerpo de policía de Abu Dabi en 1980 como miembro de la "rama de alarmas antirrobo". Ascendió en el escalafón hasta convertirse en Director General de Operaciones Centrales en 2005. Obtuvo una licenciatura en Informática por la Universidad de Otterbein en 1986, un diploma en gestión policial por la Universidad de Cambridge en 2004, un MBA por la Universidad de Coventry en 2010 y el doctorado por la Universidad Metropolitana de Londres en 2013.
Es coautor del libro Social & security impact of the internet, publicado por el Emirates Center For Strategic Studies and Research en 2009.

## Carrera
Al-Raisi fue nombrado inspector general del Ministerio del Interior en 2015 y desempeñó un papel clave en la detención de Matthew Hedges, un académico británico acusado de espionaje por Emiratos, en 2018. Las organizaciones de derechos humanos afirman que Raisi supervisa un aparato de seguridad estatal "notoriamente abusivo", que ha hecho un mal uso del sistema de notificaciones rojas de Interpol.
Es miembro del comité ejecutivo de Interpol y ha sido delegado de Asia desde 2018.

### Candidatura a la presidencia de Interpol
Al-Raisi era el candidato oficial de los Emiratos Árabes Unidos para suceder a Kim Jong Jang como presidente de la Interpol en 2022. Acusado de presidir la tortura, su candidatura fue condenada enérgicamente por grupos de derechos humanos. Una coalición de 19 grupos de derechos humanos, entre ellos Human Rights Watch y el Centro del Golfo para los Derechos Humanos, escribió una carta abierta a Interpol desaconsejando su nombramiento. Un informe de David Calvert-Smith, exfiscal jefe del Reino Unido, afirmó que Al-Raisi no era apto para el puesto. Matthew Hedges pidió a los miembros de Interpol que no le consideraran para el cargo.
En junio de 2021, el Centro de Derechos Humanos del Golfo presentó una denuncia penal en París contra Al-Raisi. La denuncia le acusa de ser responsable de la tortura de Ahmed Mansoor, un destacado disidente de los EAU detenido en 2017.
De forma inusual para un proceso normalmente opaco, Emiratos Árabes promocionaba a Al-Raisi organizando sus viajes a los países miembros de Interpol para conseguir apoyos, mientras se le consideraba un "paria internacional".
Al-Raisi fue demandado en múltiples países. Rodney Dixon, el abogado de Matthew Hedges y Ali Ahmad, planteó una reclamación a la policía sueca para que detuviera a Al-Raisi a su llegada al país, en el marco de su gira de campaña antes de las votaciones. Hedges y Ahmad plantearon una petición similar a las autoridades policiales noruegas pidiéndoles ayuda y que aprovecharan la visita de Al-Raisi para detenerlo, si se abría una investigación.
En noviembre de 2021, tres miembros del parlamento alemán publicaron una declaración conjunta en la que afirmaban que la elección de Al-Raisi pondría en peligro la reputación de Interpol y que el nombramiento viola el artículo segundo de la ley básica de Interpol. Treinta y cinco legisladores franceses pidieron a Emmanuel Macron que se opusiera a la candidatura de Al-Raisi en una carta. Los Emiratos Árabes Unidos rechazaron las preocupaciones de los diputados alemanes y dijeron que estaban orgullosos de ser "uno de los países más seguros del mundo".

### Elección
La elección tuvo lugar en Estambul el 25 de noviembre y Al-Raisi se enfrentó a Šárka Havránková, vicepresidenta de Interpol. Al-Raisi ganó tras tres rondas de votación y fue elegido para un mandato de cuatro años con cerca del 69% de los votos. Era el primer candidato de Oriente Medio en ser elegido presidente.
Los Emiratos Árabes Unidos son el segundo mayor contribuyente al presupuesto de Interpol, lo que ha dado lugar a acusaciones de que compraron el resultado de la elección. El papel a tiempo parcial de Al-Raisi será principalmente ceremonial, un hecho que Interpol ha destacado en repetidas ocasiones. Sin embargo, Al-Raisi parece estar dispuesto a cambiar la política de Interpol. Su promesa electoral de aumentar el uso de la tecnología moderna en Interpol fue vista por algunos como una referencia a las herramientas de vigilancia electrónica utilizadas por los regímenes autoritarios. Ulrich Schmid, periodista del Neue Zürcher Zeitung, calificó su elección como un motivo de celebración para los países autoritarios, ya que erosionaría aún más la posición de los derechos humanos en las organizaciones internacionales. Ruth Michaelson, de The Guardian, calificó la elección como una "gran victoria de poder blando" para los Emiratos Árabes Unidos.

### Presidencia de Interpol
En enero de 2022, Al Raisi visitó por primera vez la sede de Interpol en Lyon.
William Bourdon, abogado que representa al activista emiratí de derechos humanos Ahmed Mansoor, presentó una denuncia por tortura contra Ahmed Nasser al-Raisi ante un tribunal de París, en virtud del principio de jurisdicción universal. Detenido en régimen de aislamiento, Mansoor había sido calificado como preso de conciencia por Amnistía Internacional. Los abogados de Matthew Hedges y Ali Issa Ahmad, que habían acusado a al-Raisi de tortura, también presentaron una denuncia penal ante los jueces de instrucción de la unidad judicial especializada en crímenes contra la humanidad y crímenes de guerra del Tribunal de París.
El 25 de enero de 2022, las autoridades serbias extraditaron a un disidente bahreiní, Ahmed Jaafar Mohamed Ali, en cooperación con Interpol, bajo la presidencia de Ahmed Naser al Raisi. La decisión se produjo a pesar de que el Tribunal Europeo de Derechos Humanos había ordenado aplazar la extradición hasta el 25 de febrero. Sayed Ahmed Alwadaei, director del Instituto Bahreiní para los Derechos y la Democracia, declaró que la violación de la decisión del TEDH indica cómo "se cruzan las líneas rojas" bajo el liderazgo de Al Raisi. Afirmó que la Interpol será "cómplice de cualquier abuso que sufra Alí".
En marzo de 2022, la fiscalía antiterrorista francesa abrió una investigación preliminar sobre los actos de barbarie y tortura de Al Raisi. Según William Bourdon, las acusaciones de tortura eran suficientes para levantar su "inmunidad diplomática", y añadió que los fiscales franceses deberían haber ordenado su detención inmediata.
En mayo de 2022, Matthew Hedges y Ali Issa Ahmad declararon ante los jueces de instrucción de la unidad judicial especializada en crímenes contra la humanidad y crímenes de guerra del Tribunal de París. Los dos ex detenidos dijeron al juez que Ahmed Nasser al-Raisi era responsable de las torturas a las que fueron sometidos mientras estaban detenidos en los EAU. Ahmad dijo que "la culpa es de al-Raisi, ya que era el jefe de la policía y del servicio penitenciario" y que era consciente de lo que le ocurría en la prisión.